# Chiesa di Santa Maria Assunta (Riva del Garda)
La chiesa arcipretale di Santa Maria Assunta, anche nota come pieve dell'Assunta, è la parrocchiale di Riva del Garda in Trentino. Fa parte della zona pastorale di Riva e Ledro dell'arcidiocesi di Trento e risale al XVIII secolo.

## Storia
Analogamente a quanto avviene nella città di Trento per il suo centro storico recente la piazza sulla quale sorge la chiesa in origine era una cappella decentrata, esterna alla cinta muraria. Si suppone quindi che la pieve fosse, all'inizio, un piccolo edificio religioso paleocristiano.
La prima citazione della pieve è in un documento redatto il 19 giugno del 1106 ma solo nel 1469 venne raccolta la somma necessaria per l'edificazione della torre campanaria e, il 10 settembre 1482, fu aperto il cimitero posto dietro la chiesa. 
Tra il 1692 ed il 1696 l'iniziale cappella venne ingrandita su progetto di Andrea Alessandrini ed il lavoro fu compiuto dal capomastro Antonio Bianchi. Nel 1714 la pieve venne ristrutturata e, nel 1727, si deliberò di demolirla per far sorgere al suo posto una nuova chiesa. 
La parrocchiale venne ricostruita su progetto di Cipriano Tacchi tra il 1728 ed il 1742 e la consacrazione venne celebrata nel 1747, a lavori non ancora ultimati (il pavimento venne posato nel 1750). Nel 1875 l'abside fu oggetto di un restauro, condotto per l'interessamento dell'allora parroco Giuseppe Ciolli. La chiesa venne danneggiata dal sisma che colpì il Trentino meridionale nel 1976 e fu chiusa al culto durante i lavori di risanamento che ne seguirono e fu riaperta al culto nel 1979.

## Descrizione
L'edificio, oltre alla facciata rivolta verso via Santa Maria, ha un lato esposto a nord, con un ingresso secondario, ed un altro lato esposto a sud.

### Esterni

#### Facciata
La facciata si presenta su due ordini, suddivisa da una cornice marcapiano, e con timpano. Alla base del primo ordine c'è un rivestimento marmoreo di altezza crescente percorrendone la superficie da nord a sud, per adeguarsi alla pendenza della piazza. Questo è interrotto dal portale di accesso. Quattro paraste con capitelli corinzi decorano la parte frontale e, lateralmente, altre due paraste seguono il corpo dell'edificio spostate all'indietro. Nel secondo ordine la facciata mostra altre quattro paraste frontali ma sono assenti quelle laterali. Un timpano curvilineo completa la facciata dell'edificio.

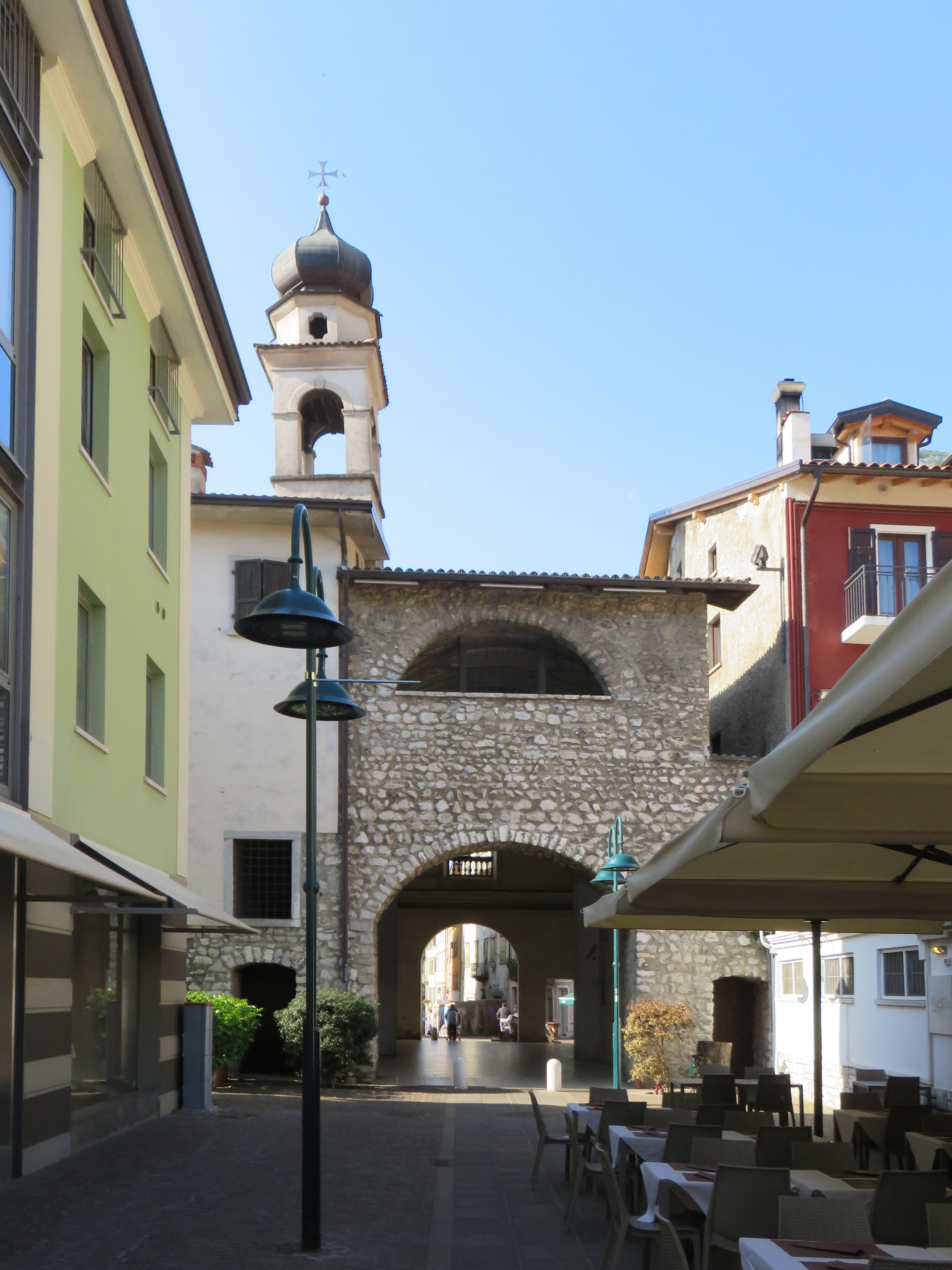
Campanile della ex chiesa di San Giuseppe divenuta porta San Giuseppe

#### Campanile
Il campanile della chiesa è in posizione non consueta. Si trova sul lato opposto della piazza Cavour ed è in realtà la porta-torre di San Michele, che è stata adattata a campanile dopo la costruzione della chiesa.
Non è l'unico caso di campanile particolare, a Riva del Garda. La vicina porta di San Giuseppe infatti, un tempo era una chiesa e accanto vi sorge ancora il campanile, che è rimasto senza una chiesa.
Contiene 4 campane, fuse dalla fonderia Cavadini di Verona nel 1920.

### Interni
L'interno è a navata unica e presenta nove altari barocchi. L'altare maggiore è in marmo e la sua pala raffigurante l'Assunta risale alla prima metà del XIX secolo ed è attribuita al rivano Giuseppe Craffonara. La decorazione di tutto l'edificio è ricca di stucchi policromi.

## Piazzetta Craffonara
Sul lato sud della chiesa è presente una piccola piazzetta che si affaccia su via Mazzini, in parte di fronte a via Lipella. La sistemazione recente è opera di Giancarlo Maroni. Sui muri che si affacciano sulla piazzetta vi sono stemmi ed un bassorilievo medievali. In questo spazio, che in origine era al di fuori del perimetro delle mura, sorgevano il cimitero cittadino (demolito nel 1728), ed una cappella della Buona Morte che apparteneva alla chiesa di Santa Croce, pure essa demolita.